# Dział Grafiki im. Pawła Stellera Muzeum Historii Katowic
Dział Grafiki im. Pawła Stellera Muzeum Historii Katowic – oddział Muzeum Historii Katowic, który mieścił się w kamienicy przy ul. Tadeusza Kościuszki 47 (w budynku tym w latach 20. XX wieku mieszkał malarz i grafik Hans Bellmer), siedziba Pracowni Grafiki im. Pawła Stellera.
Placówka powstała w 2000, a jej zadaniem było gromadzenie, opracowywanie oraz konserwacja prac i spuścizny Pawła Stellera – wybitnego śląskiego artysty plastyka. Ponadto Pracownia gromadziła prace śląskich grafików współczesnych. Dla zwiedzających ekspozycja została otwarta w kwietniu 2012.
Muzeum było czynne od wtorku do piątku. Wstęp był płatny z wyjątkiem wtorków.
W 2021 oddział został zlikwidowany, a zbiory przeniesione do siedziby głównej przy ul. ks. J. Szafranka 9.